# Матфей (євангеліст)
Матфей (івр. מַתִּתְיָהוּ Mattithyahu чи івр. מתי — Mattay, «Дар Ягве»; грец. Ματθαῖος — Matthaios; Ле́вій Алфі́єв, Матей, митар, Євангеліст Матвій, Митник; пом. 60 р. н.е., Ефіопія) — один з 12 апостолів Ісуса Христа, брат ап. Якова Алфі́єва. В момент покликання мав ім'я Ле́вій Алфі́єв, і так інколи його називають щоб відділяти його минуле життя від часу служіння Ісусові. В рамках християнської традиції вважається автором Євангеліє від Матвія, написаного арамейською (перською) мовою, хоча сучасні історики вважають, що Євангелії від Матвія було написано в останній чверті першого століття нашої ери анонімним іудеєм.
На зображеннях його атрибутом є фігура з тетраморфу — людина, яка може бути з крилами як ангел.

## Євангелія
Матвій був обраний Христом одним з дванадцяти апостолів та згаданий у списках апостолів приведених у Євангеліях (Мт. 10:2-4, Мк. 3:18, Лк. 6:15) та Діяннях Апостолів (Дії 1:13).
|                       | А коли Він прохо́див, то побачив Левія Алфі́євого, що сидів на ми́тниці, і каже йому: „Іди за Мною!“ Той устав, і пішов услід за Ним. Коли ж Він сидів при столі́ в його домі, то багато ми́тників і грішників сиділи з Ісусом та з у́чнями Його; бо було їх багато, і вони ходили за Ним. Як побачили ж книжники та фарисеї, що Він їсть із грішниками та з ми́тниками, то сказали до учнів Його: „Чому́ то Він їсть із ми́тниками та з грішниками?“ А Ісус, як почув, промовляє до них: „Лі́каря не потребують здорові, а слабі. Я не прийшов кликати праведних, але грішників на покая́ння.“ (Мк. 2:14-17) |
| — Євангеліє від Марка | |

У тексті Євангелія від Матвія у переліку імен апостолів він єдиний названий за професією «ми́тник Матвій» (Мт. 10:3), що може вказувати на смирення автора.
|                      | Після цього (Зцілення розслабленого у Капернаумі) ж Він вийшов, і побачив митника, на ймення Левія, що сидів на митниці, та й промовив йому: Іди за Мною! І, покинувши все, той устав, і пішов услід за Ним. І справив Левій у своїм домі велику гостину для Нього. І був натовп великий митників й інших, що сиділи з Ним при столі. (Лк 5:27-29) |
| — Євангеліє від Луки | |

## Ім'я
Матвій мав спочатку ім'я Левій (прив'язаний) (Лк. 5:27), син Алфея(Мк. 2:14). Багато євреїв мали по два імені: одне — від народження і нове — при виявленні певних рис характеру, нових якостей і положення людини. Ім'я Матвій, Матей походить від єврейського «Матай» і є скороченням від «Матанай» (івр. מַתִּתְיָהוּ, грец. Ματθαῖος Маттаіос) (та рівне по значенню грецькому «Теодор» і відповідно українською «Богдан») та означає «Богом даний, Божий дар».

## Християнська традиція
Після вознесіння Ісуса Христа Матвій довгий час залишається у Палестині й проповідує християнське вчення в Юдеї, потім в Ефіопії, серед мідян та персів. Люди, що слухали Матвія в Юдеї, просили його написати свої розповіді про Христа. На прохання своєї пастви в Юдеї, Матвій написав Євангеліє. Вважається, що Євангеліє від Матвія написано через 8 років після вознесіння Господа Ісуса, себто у 41 році після Різдва Христового. 
Час і обставини смерті Матвія достеменно не відомі. Одні стверджують, що Матвія 60 року після Р.Х. о спалили на вогні в Ефіопії за наказом князя Фульвіана, інші джерела[хто саме?] повідомляють що він помер від старості. Місце поховання достеменно не відоме, проте в туристичних буклетах та статтях часто зазначається, що могила апостола знаходиться в Гоніо (Грузія), однак Грузинська православна церква вважає, в Гоніо похований апостол Маттій (обраний на заміну Юді Іскаріоту). За іншою традицією вважається, що могила апостола знаходиться в італійському місті Салерно.
У образотворчому мистецтві зображення Матвія залишається незмінним з VIII століття. Його зображають чоловіком у літах, часто із сивим волоссям, з сивою чи білою бородою. Як євангеліст, він зображений з пером для писання, книгою чи сувоєм. На зображеннях його супроводжує крилатий ангел тетраморфу. У більш пізній традиції апостола Матвія зображають з мечем чи алебардою і навіть з атрибутами митника — грошами чи рахівницею.

## Галерея

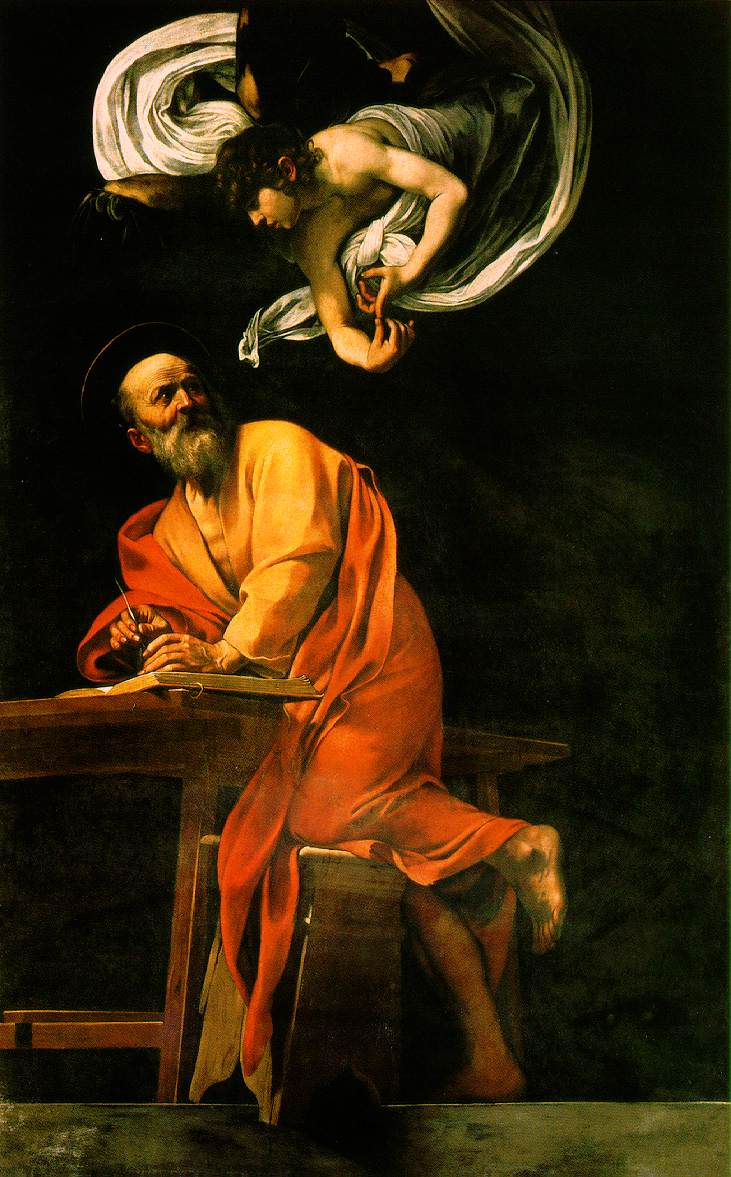
Інспірація Євангеліста, Караваджо, Сан Луїджі деї Франчезі, Рим
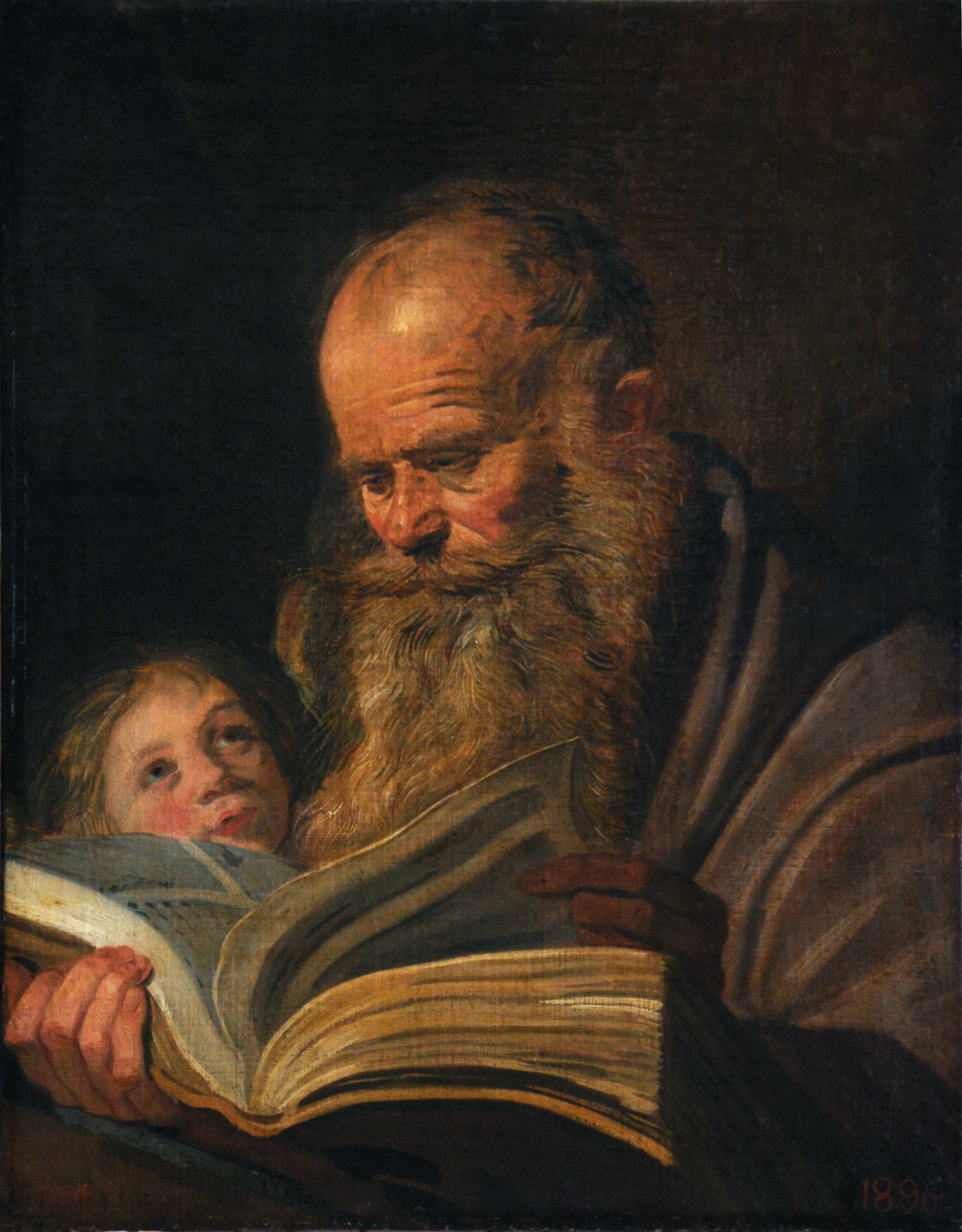
Франс Галс (нідерл.), Одеський музей західного і східного мистецтва, бл. 1625
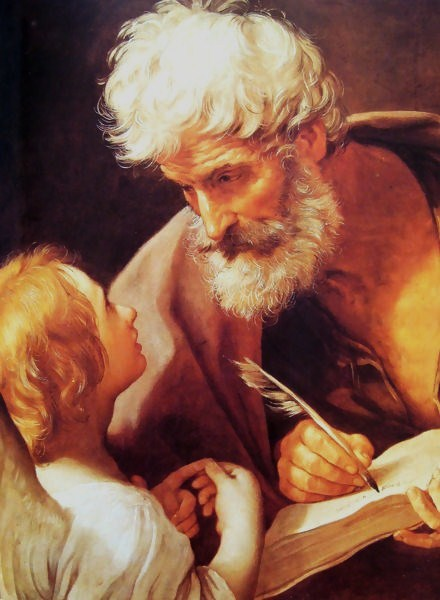
Гвідо Рені (1620)
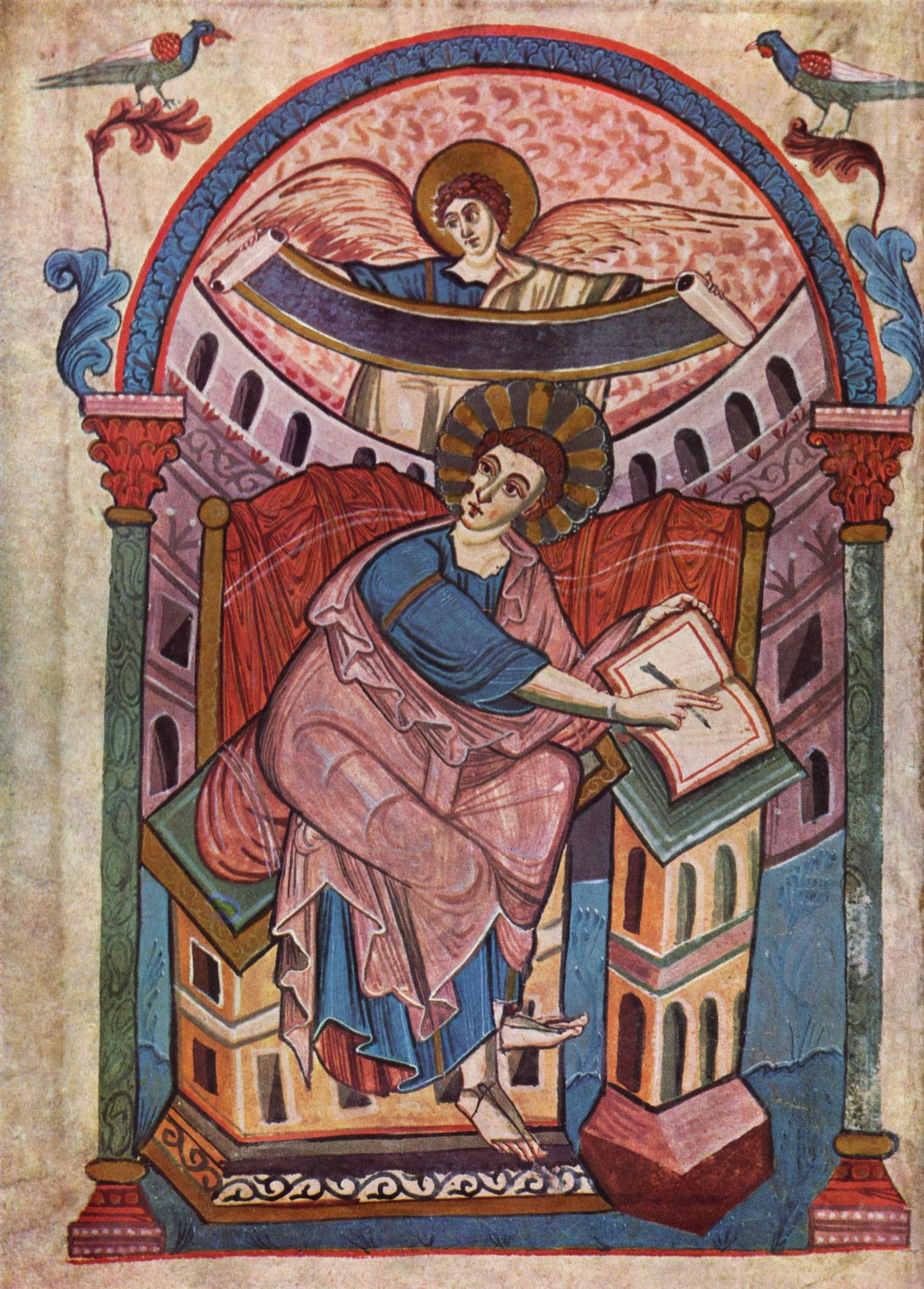
Євангеліст Матвій, Євангеліє абатства Ади, бл. 880
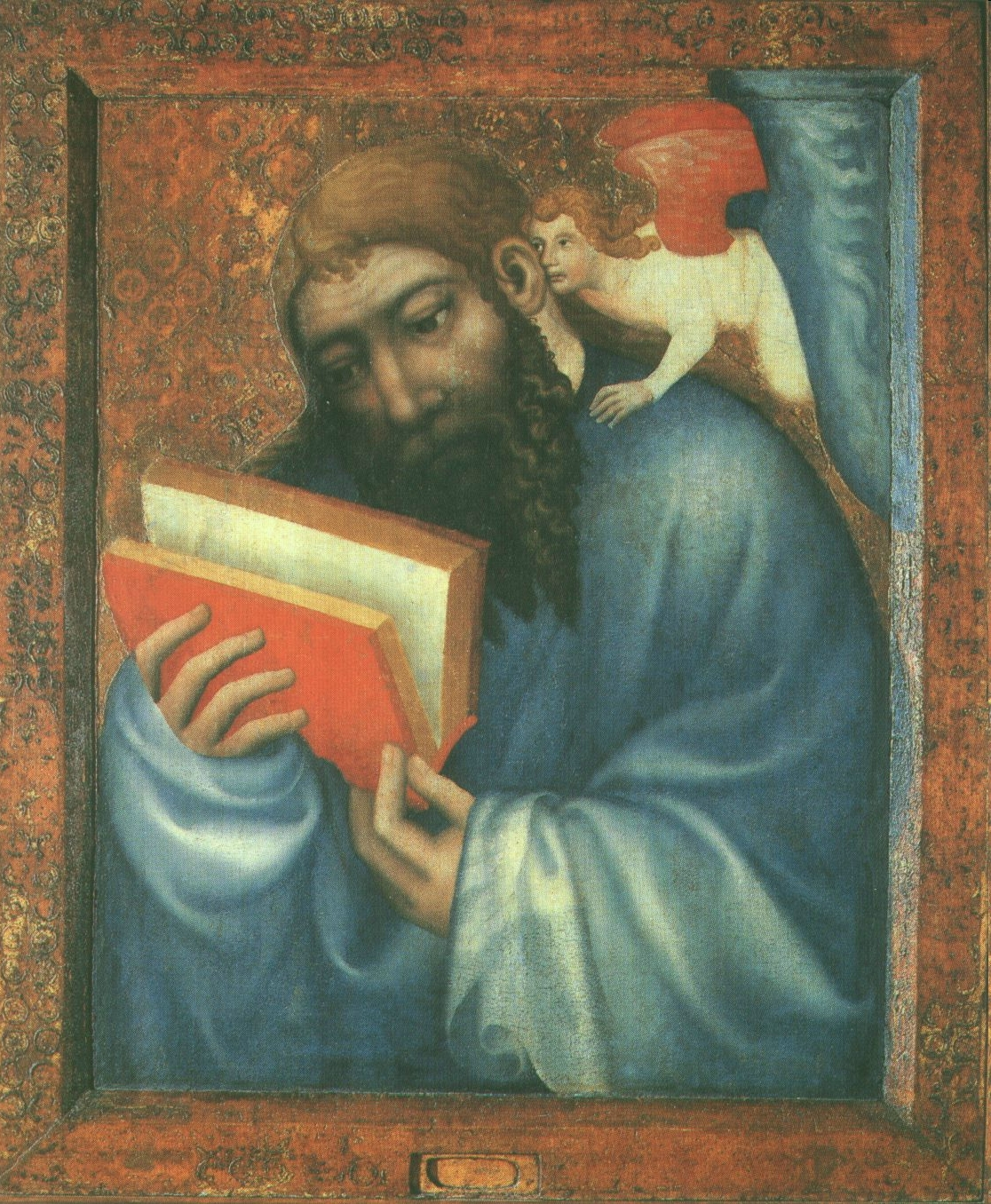
Теодорік Празький. Євангеліст Матвій, 1360/64
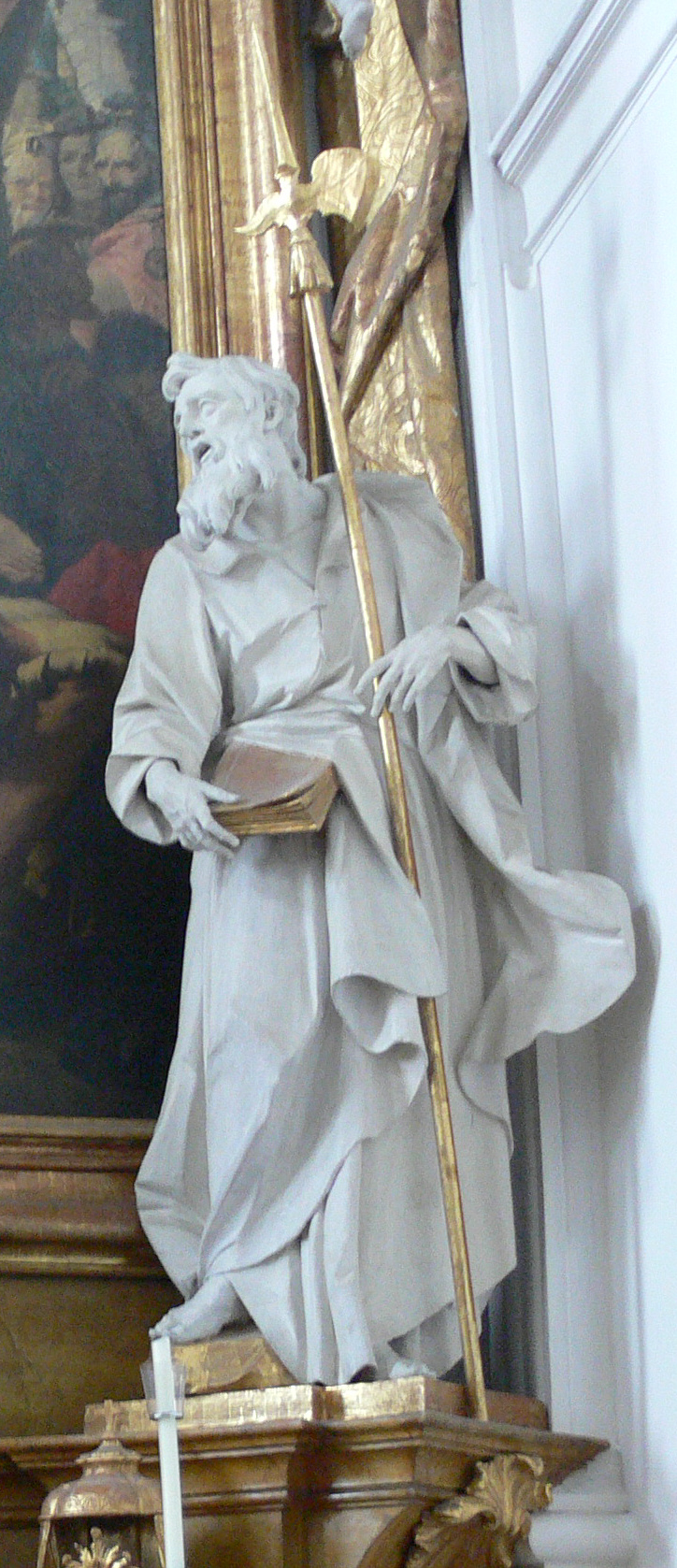
Матвій з книгою та алебардою (XVIII ст.)
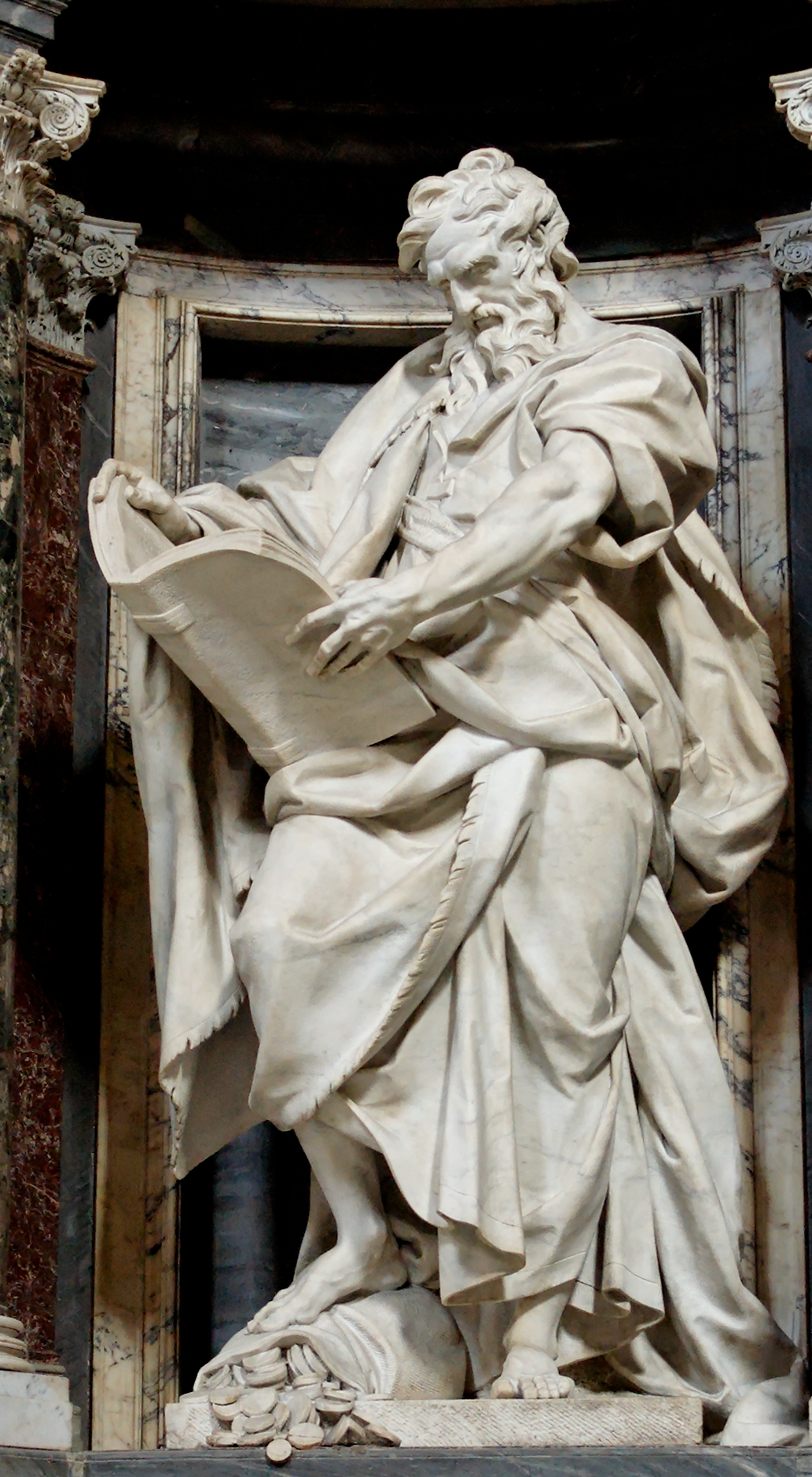
Камілло Русконі, Латеранська базиліка (XVIII ст.)
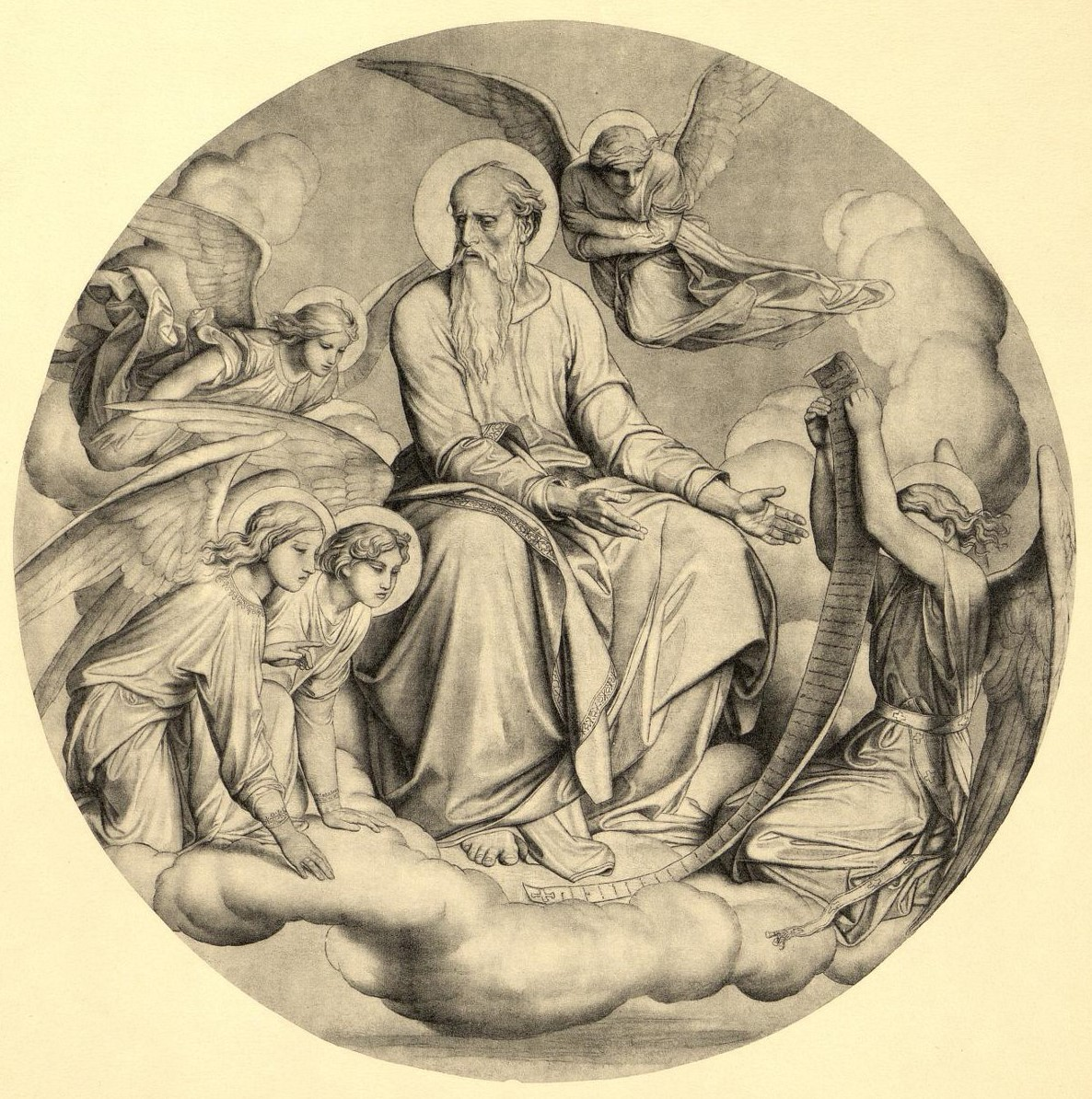
Федір Бруні. Эскіз для Ісаакіївського собору (СпБ) Євангелист Матвій
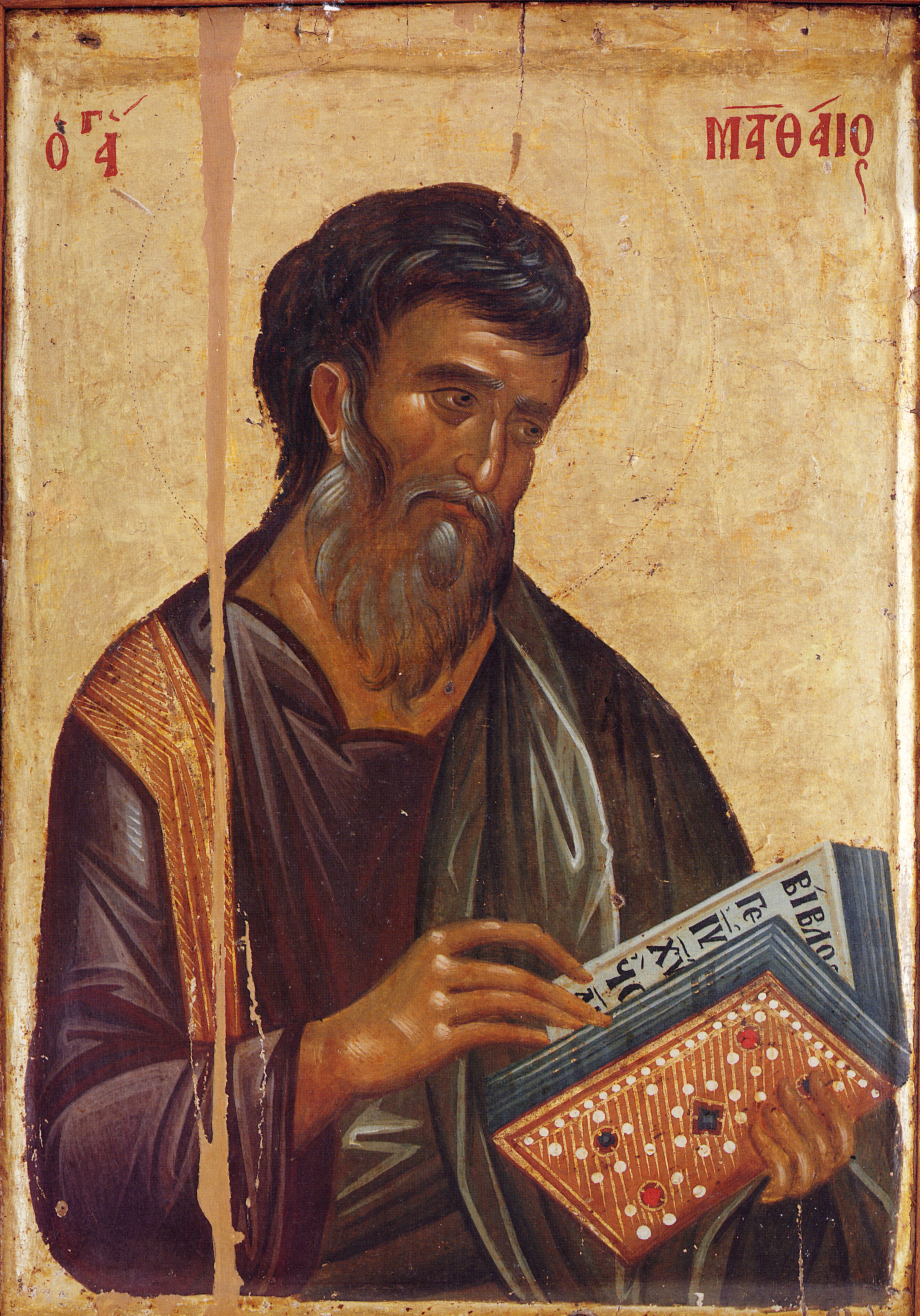
Візантія, Хіландар (монастир), Афон (XIV ст.)
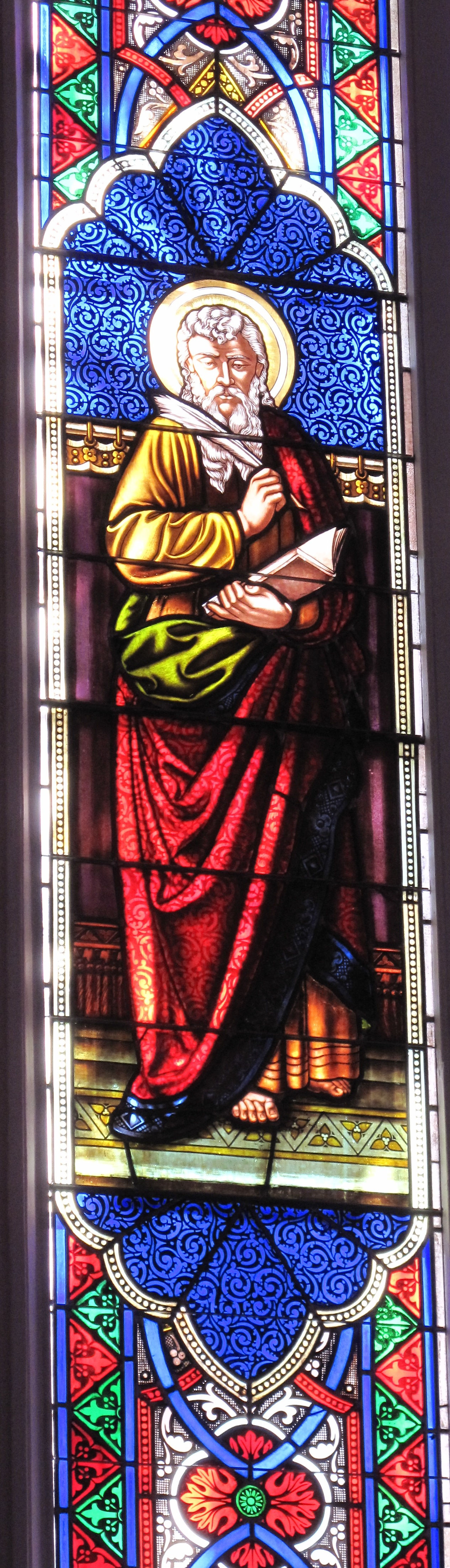
«Вікно Св. Матвія», художник Генрі Е. Шарп і сини (1872) у лютеранській церкві Св. Матвія (Чарлстон, США)
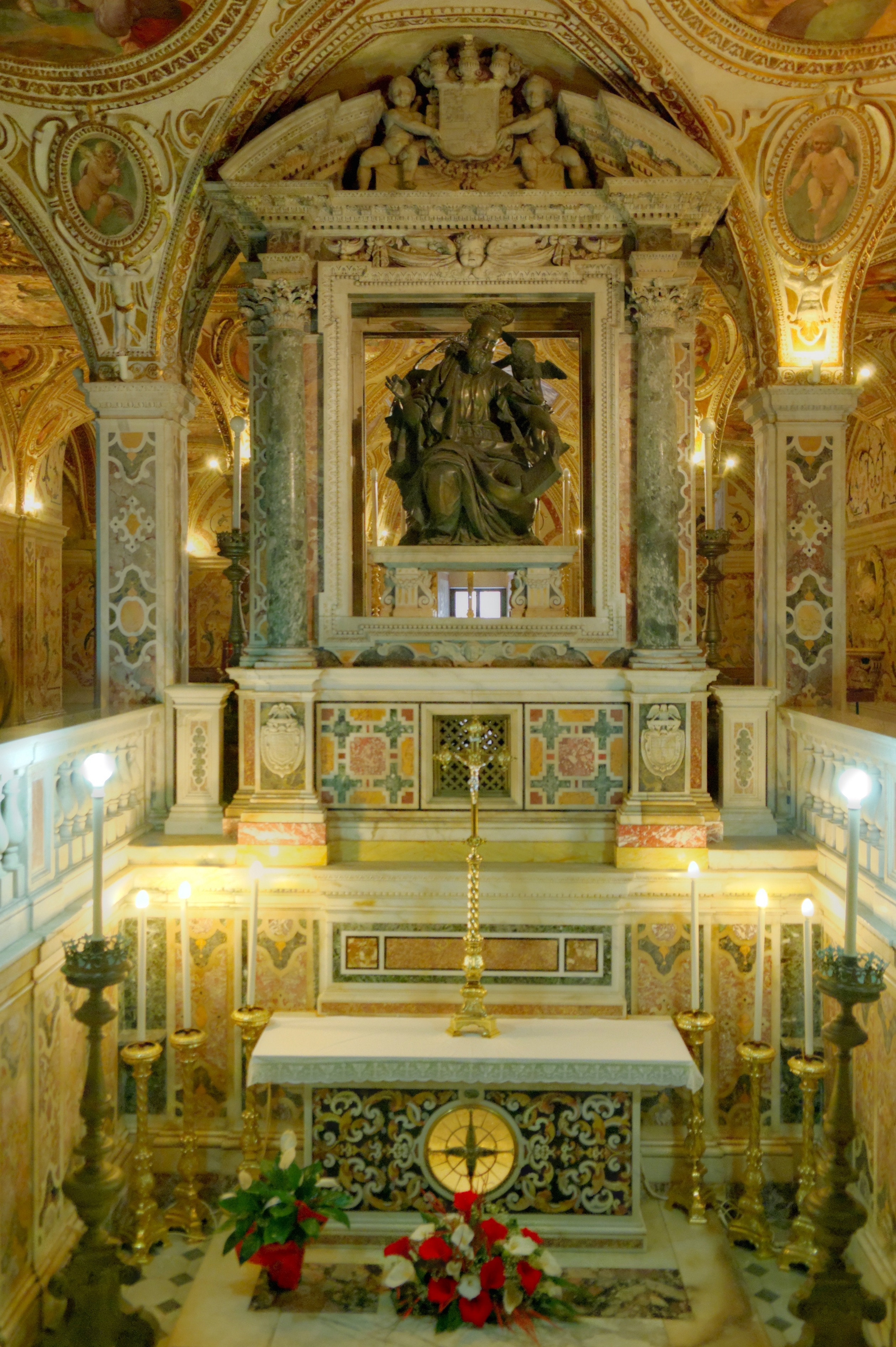
Крипта (мощі) в Салернському соборі (Італія)
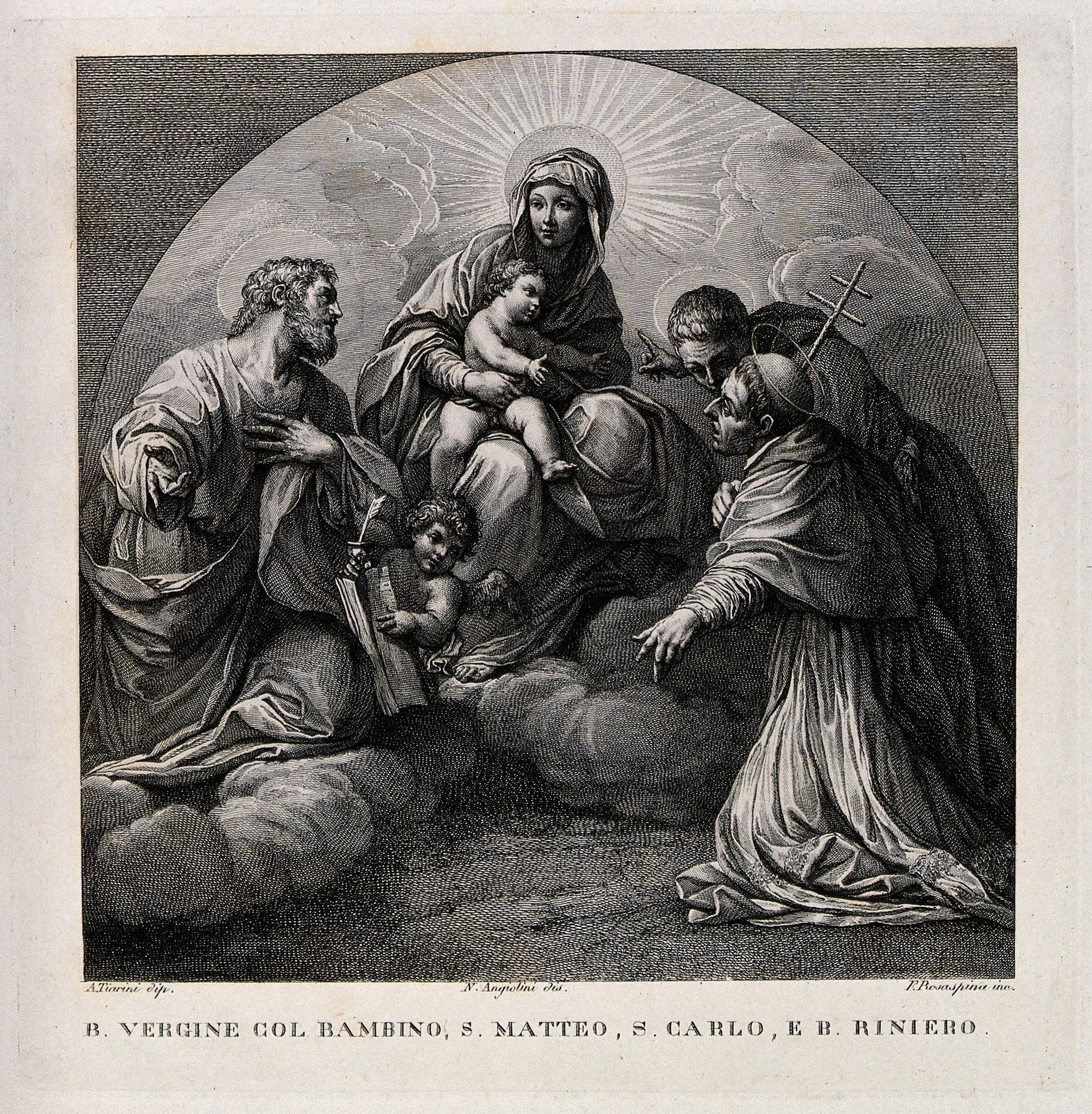
Марія з Христом, Св. Матвій, св. Карл Борромео та ін. (Reniero E.B.)
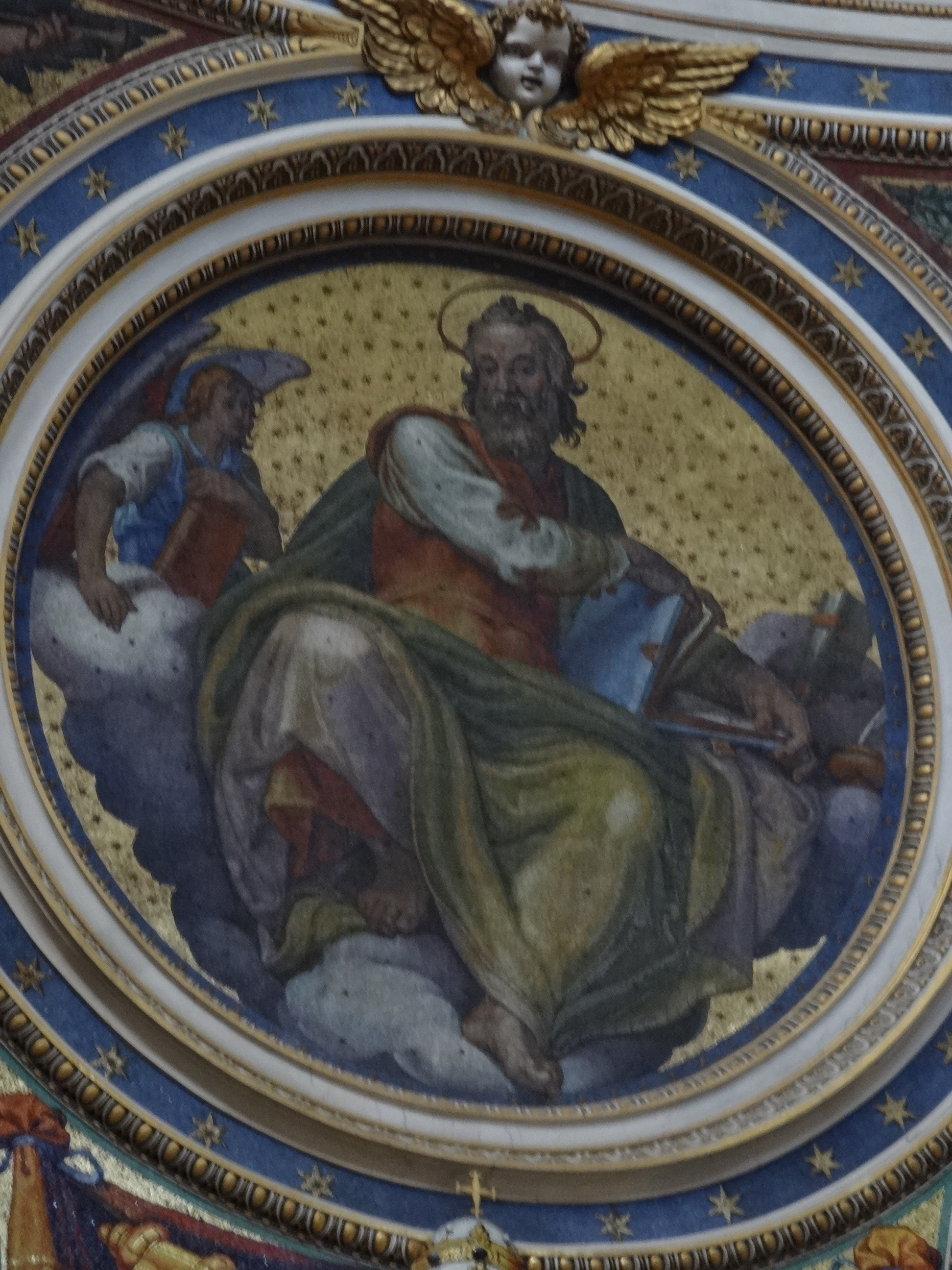
Мозаїка в Базиліці св. Петра (Рим)
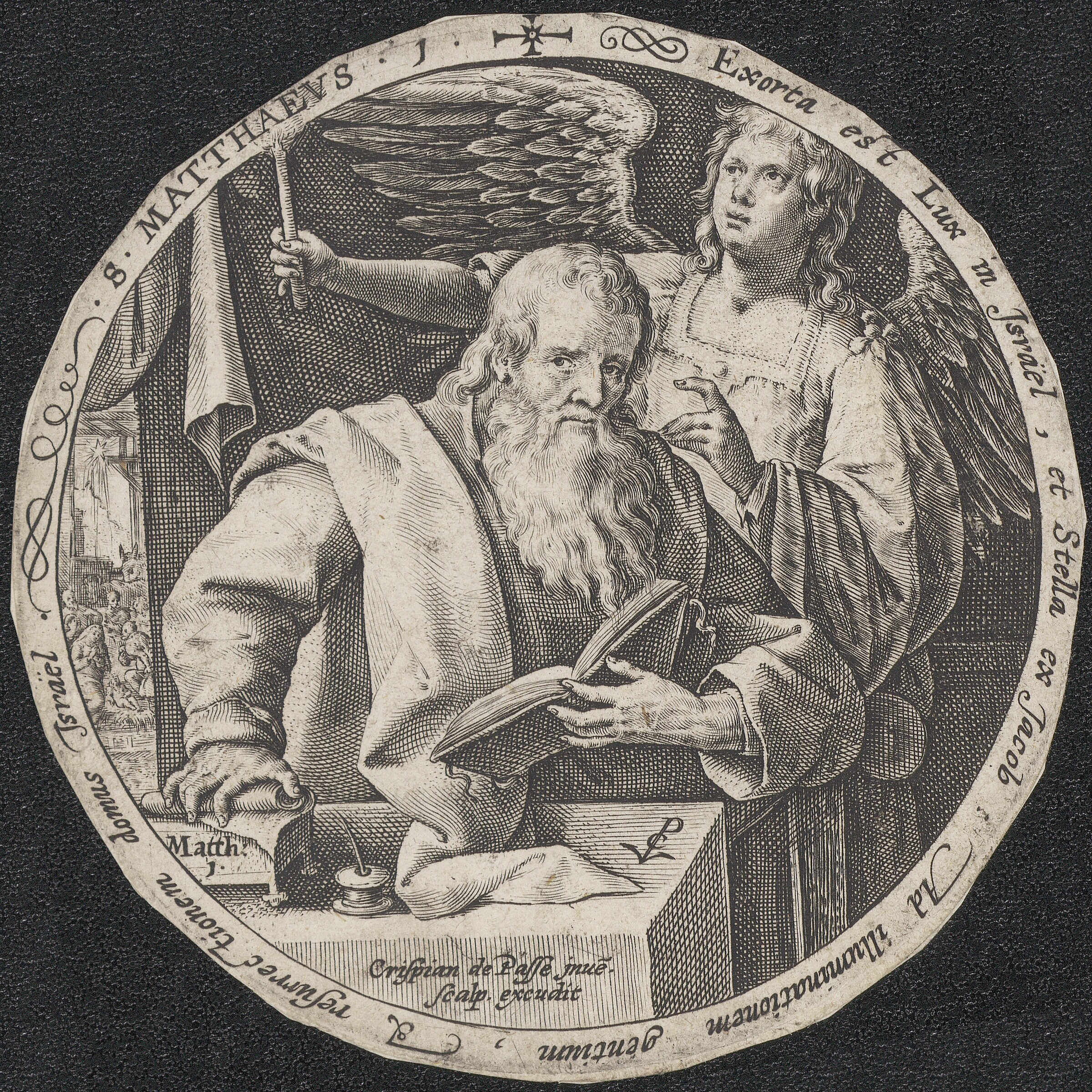
Гравюра (1550)
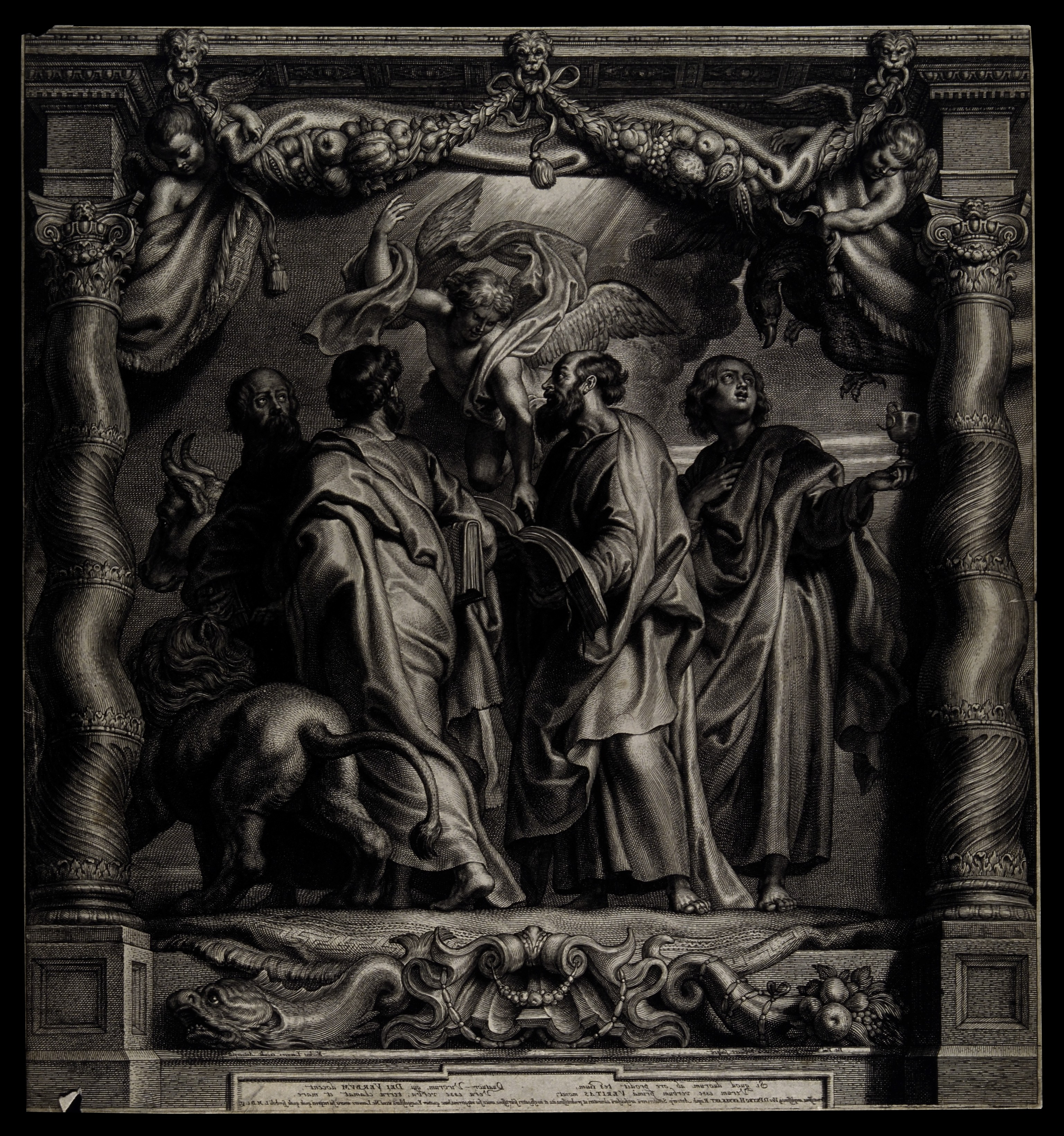
Матвій з євангелістами, S.A. Bolswert after Sir P.P. Rubens.
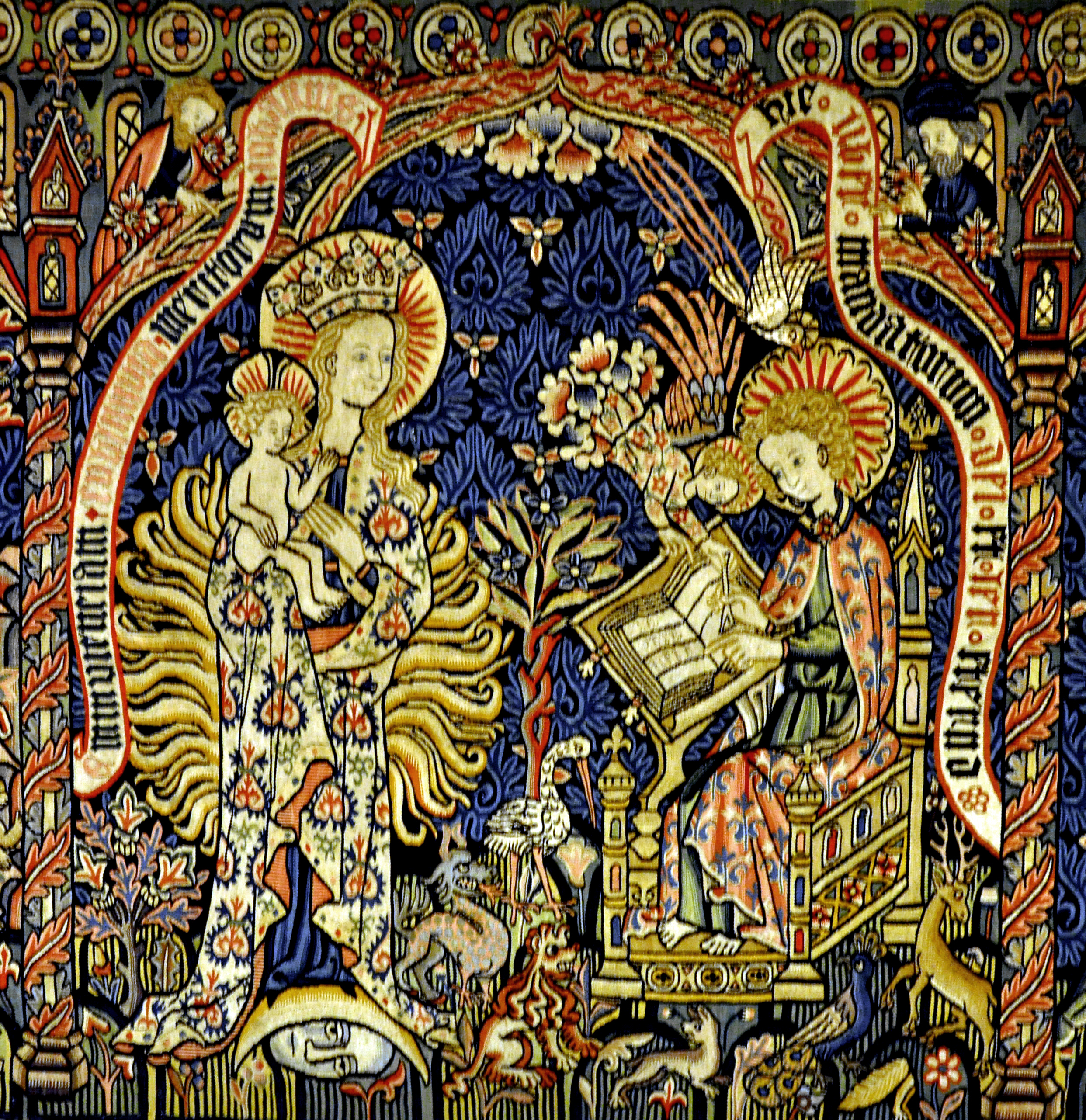
Гобелен, бл.1410
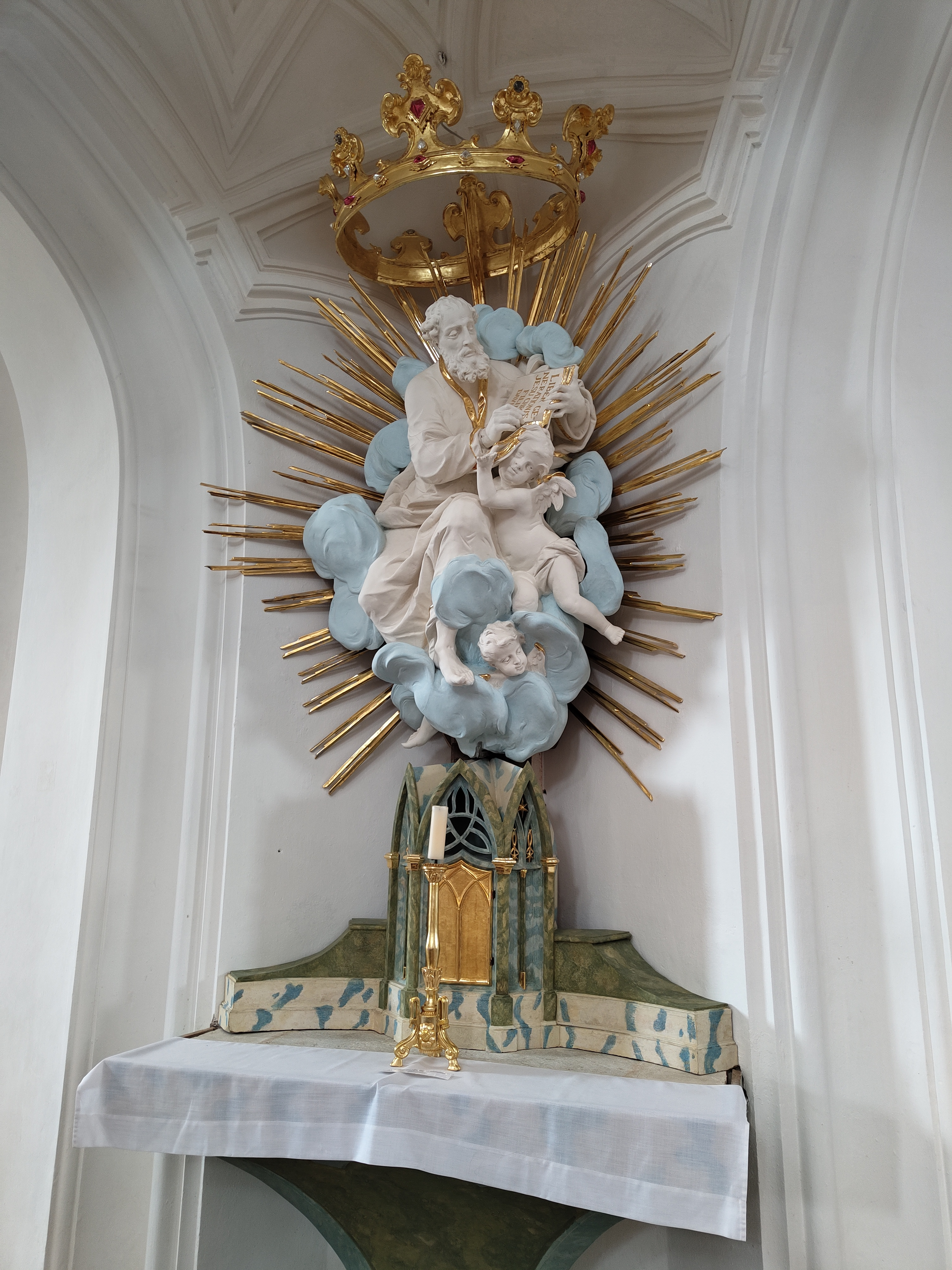
Бічний вівтар Св. Матвія Костел Святого Яна Непомуцького (Зелена гора)

## Канонізація
Канонізований ще першими християнами.

## Мощі
За переказом мощі Матвія зберігаються у Салернському соборі.

## Патрон
- Італія: Салерно
- Португалія: Север-ду-Вога, Соре